# Gelijkspel (boek)
Gelijkspel, portretten van homo topsporters is een boek van Huub ter Haar uit 2008. Het boek is mede tot stand gekomen met steun van de John Blankenstein Foundation, COC Nederland, het VSB Fonds en het ministerie van Volksgezondheid, Welzijn en Sport.
In het boek probeert Huub ter Haar de beeldvorming rond homoseksualiteit te verbeteren. Omdat sporters belangrijke rolmodellen zijn besloot Ter Haar op zoek te gaan naar openlijk homoseksuele topsporters en die te portretteren. Het blijkt dat met name in de mannelijke teamsporten zoals voetbal, volleybal en hockey homoseksualiteit nog steeds een taboe is. In het boek vertellen tien sporters die wel openlijk uit de kast zijn hun verhaal over het omgaan met homoseksualiteit in een topsportcarrière en in het leven. Enkele bekende sporters die hun verhaal doen zijn schaatsster Marieke Wijsman, zwemmer Johan Kenkhuis, hockeyster Carina Benninga en softbalster Marlies van der Putten.
Fotograaf Marcel van de Bergh voorzag het boek van zwart-wit-portretten. Ook bevat het boek columns van bekende sportpersoonlijkheden als Erica Terpstra, Mart Smeets en Barbara Barend.